# The Cantos
I Cantos (The Cantos) è un poema incompiuto del poeta statunitense Ezra Pound, considerato uno dei capolavori della letteratura modernista.
Suddiviso in 117 sezioni, ognuna delle quali costituisce un canto, e raccolto in una decina di volumi a partire dal 1925, il poema fu scritto tra il 1915 e il 1962. 
La parte scritta alla fine della seconda guerra mondiale, intitolata The Pisan Cantos, fu composta nel 1945 quando l'autore era internato in un campo di detenzione dell'esercito statunitense ad Arena Metato, presso Pisa.

## Sinossi
Come nelle opere in prosa di Pound, la letteratura, il mito, la storia passata e presente, l'economia e la politica costituiscono il contenuto dei Cantos. I modelli principali cui il poema si riferisce sono l'Odissea (per il tema del viaggio) e la Divina Commedia (per l'evocazione di personaggi del presente e del passato). 
Una caratteristica appariscente del testo è l'uso frequente di citazioni in diverse lingue classiche antiche (fra cui il greco, il latino ed il cinese) da opere letterarie, storiche, economiche ecc. Questa tecnica rende l'opera di difficile lettura e ne ha fatto oggetto di molti studi e commenti. Alla complessità del poema contribuiscono le allusioni a eventi storici, sia del Mediterraneo antico e dell'Estremo oriente che dell'America e dell'Europa premoderna e moderna (Italia, Provenza, Inghilterra).
La sezione The Pisan Cantos (comprendente i canti 74-84 e che, come si è accennato, è una delle molte sezioni dei Cantos, ma che è sovente confusa con tutta la gigantesca opera) si aggiudicò il premio Bollingen nel 1949, istituito da alcuni importanti intellettuali sotto l'egida del Governo degli Stati Uniti. Ciò suscitò polemiche, dal momento che Pound era stato indiziato e processato in quanto fautore del regime fascista, posto in stato di detenzione per tradimento e, ritenuto incapace di intendere, recluso nel manicomio giudiziario criminale St. Elizabeths di Washington.

### Edizioni in lingua italiana
- Tre Cantos, trad. Mary de Rachewiltz, Milano, All'insegna del pesce d'oro, 1954.
- I Cantos. Vol. I. I primi trenta Cantos, trad. M. de Rachewiltz, Lerici-Milano, Lerici Editore-All'insegna del pesce d'oro, 1961-1963.
- Cantos scelti, a cura di M. de Rachewiltz, Collezione Lo Specchio, Milano, Mondadori, 1973; Collana Oscar, Milano, Mondadori, 1994-2021.
- I Cantos [1-117], trad. riveduta e cura di Mary de Rachewiltz, commento di M. de Rachewiltz in collaborazione con Maria Luisa Ardizzone, Collana I Meridiani, Milano, Mondadori, 1985, ISBN 978-88-04-26371-5.
- Canti postumi, a cura di Massimo Bacigalupo, Collana Lo Specchio, Milano, Mondadori, 2002, ISBN 88-04-51031-5.
- Canti pisani, a cura di Alfredo Rizzardi, Collezione Fenice n. 22, Parma, Guanda, 1953-1978; Prefazione di Giovanni Raboni, Milano, Garzanti, 1978; Collana UEF, Milano, Feltrinelli, 1980.
- Cantos Malatestiani (VIII-XI), Milano, Scheiwiller, 1998.
- XXX Cantos, nuova trad. e cura di Massimo Bacigalupo, Milano, Guanda, 2012, ISBN 978-88-6088-862-4.